# El Callao (municipalité)
Pour les articles homonymes, voir El Callao.
El Callao est l'une des onze municipalités de l'État de Bolívar au Venezuela. Son chef-lieu est El Callao. En 2011, la population s'élève à 21 769 habitants.

## Géographie

### Subdivisions
Selon l'Institut national de statistique et contrairement à la plupart des municipalités du pays, la municipalité d'El Callao ne comporte aucune paroisse civile.

## Environnement
La moitié sud du territoire est occupée par la réserve forestière de San Pedro, qui s'étale sur les divisions territoriales voisines de Dalla Costa, Pedro Cova et Section capitale Roscio.

## Personnalités liées
- Le boxeur Sauveur Chiocca est né a El Callao en 1929.